# أدب تيلوغوي

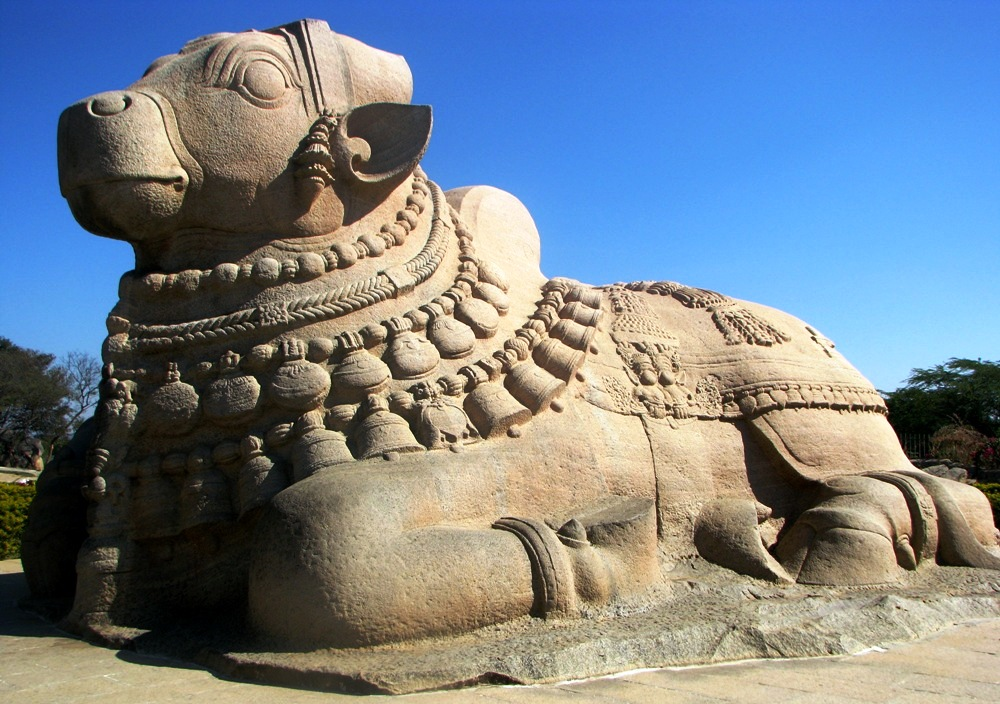

يُشير الأدب التيلوغوي إلى الأعمال المكتوبة باللغة التيلوغوية، ويشمل ذلك القصائد، والقصص القصيرة، والروايات، والمسرحيات، والقصائد الغنائية، وغيرها. رغم دلالة بعض المؤشرات على أن تاريخ الأدب التيلوغوي يعود إلى منتصف الألف الأولى للميلاد، فإن تاريخ أول الأعمال الموجودة إلى الآن يعود إلى القرن الحادي عشر عندما تُرجمت ملحمة المهابهارتا لأول مرة من اللغة التيلوغوية إلى السنسكريتية على يد الشاعر نانايا. شهدت اللغة التيلوغوية عصرها الذهبي في عهد الملك الشاعر كريشنا ديفا رايا ضمن حقبة إمبراطورية فيجاياناغارا.